# Kew Bay
Kew Bay är en vik i Kanada.   Den ligger i territoriet Nunavut, i den norra delen av landet, 3 600 km nordväst om huvudstaden Ottawa.
Trakten runt Kew Bay är permanent täckt av is och snö. Trakten runt Kew Bay är nära nog obefolkad, med mindre än två invånare per kvadratkilometer.